# موریس د برلی
 موریس د برلی (انگلیسی: Maurice de Broglie؛ زاده ۲۷ آوریل ۱۸۷۵ درگذشته ۱۴ ژوئیهٔ ۱۹۶۰) یک فیزیک‌دان اهل فرانسه بود.

## فعالیت‌های علمی
د برلی تحقیقات گسترده‌ای در زمینهٔ بلورشناسی پرتو ایکس و طیف بینی داشت. او در طی جنگ جهانی اول در بخش ارتباطات رادیویی نیروی دریایی کار می‌کرد و بعد از جنگ جهانی اول ، تحقیقاتش را در آزمایشگاه بزرگ خانه‌اش ادامه داد.او گاهی اوقات با برادر کوچکترش که در زمینه ی فیزیک تحصیل کرده بود همکاری می‌کرد. هنگامی که برادرش توسط تحقیقات مشترکی که انجام داده بودند به شهرت رسید موریس تحقیقات خود را به تنهایی ادامه داد.
د برلی در سال ۱۹۲۴ به عضویت فرهنگستان علوم فرانسه درآمد و در سال ۱۹۳۴ در فرهنگستان فرانسه به جای پیر دو لا گورس انتخاب شد.